# Točno opoldne
Točno opoldne (angleško High Noon) je ameriški vestern iz leta 1952, ki ga je režiral Fred Zinnemann in produciral Stanley Kramer po scenariju Carla Foremana, v glavni vlogi pa nastopa Gary Cooper. Zgodba, ki se odvija v realnem času, se osredotoča na agenta USMS, ki je razpet med občutkom dolžnosti in ljubezni do neveste, zato se sam sooči s tolpo morilcev. 
Premierno je bil prikazan 24. julija 1952. Izkazal se je za finančno uspešnega in naletel na dobre ocene kritikov. Na 25. podelitvi je bil nominiran za oskarja v sedmih kategorijah, tudi za najboljši film, osvojil pa nagrade za najboljšega igralca (Cooper), montažo, izvirno glasbeno podlago in izvirno pesem. Nominiran je bil tudi za sedem zlatih globusov, od katerih je bil nagrajen za najboljšega igralca (Cooper), stransko igralko (Katy Jurado), izvirno glasbeno podlago in fotografijo. Leta 1989 ga je ameriška Kongresna knjižnica izbrala za ohranitev v okviru Narodnega filmskega registra zavoljo njegove »kulturne, zgodovinske ali estetske vrednosti«. Ameriški filmski inštitut ga le leta 2007 uvrstil na 27. mesto lestvice stotih najboljših ameriških filmov in leta 2008 na drugo mesto lestvice najboljši ameriških vesternov.

## Vloge
- Gary Cooper kot agent USMS Will Kane
- Thomas Mitchell kot župan Jonas Henderson
- Lloyd Bridges kot pomočnik agenta USMS Harvey Pell
- Katy Jurado kot Helen Ramírez
- Grace Kelly kot Amy Fowler Kane
- Otto Kruger kot sodnik Percy Mettrick
- Lon Chaney Jr. kot Martin Howe
- Ian MacDonald kot Frank Miller
- Eve McVeagh kot Mildred Fuller
- Harry Morgan kot Sam Fuller
- Morgan Farley kot dr. Mahin
- Harry Shannon kot Cooper
- Lee Van Cleef kot Jack Colby
- Robert J. Wilke kot Jim Pierce
- Sheb Wooley kot Ben Miller
- James Millican kot Herb Baker
- Howland Chamberlain kot receptor
- Tom London kot Sam
- Cliff Clark kot Ed Weaver
- William Newell kot Jimmy
- Larry J. Blake kot Gillis
- Lucien Prival kot Joe
- Jack Elam kot Charlie
- John Doucette kot Trumbull
- Tom Greenway kot Ezra
- Dick Elliott kot Kibbee
- Merrill McCormick kot Fletcher
- Virginia Farmer kot ga. Fletcher
- Virginia Christine kot ga. Simpson
- Harry Harvey kot Coy
- Paul Dubov kot Scott